# Hovi Baby
„Hovi Baby” – singiel amerykańskiego rapera Jay-Z, który pochodzi z albumu The Blueprint²: The Gift & The Curse.

## Lista piosenek Singla

### A-Side
1. Hovi Baby (Radio)
2. Hovi Baby (LP Version)
3. Hovi Baby (Instrumental)

### B-Side
1. U Don't Know (Remix) feat. M.O.P. (Radio)
2. U Don't Know (remix) feat. M.O.P. (LP Version)
3. U Don't Know (remix) feat. M.O.P. (Instrumental)